# A mulandóságról
Az A mulandóságról (eredeti címe: Advice on Dying – And Living a Better Life) című könyvben Jeffrey Hopkins buddhista tudós és professzor a 14. dalai lámával (Tendzin Gyaco) együtt tanulmányozza a halálra és a haldoklásra való spirituális felkészülést buddhista irodalmak felhasználásával. A könyv az 1. pancsen láma 17. századi költeményéből merítkezik, amelynek fő témája a halálfélelem és a haldoklás szintjein keresztül elérhető megvilágosodás. A tizenhét fennkölt versszak az életciklus tudatosításával kezdődik, majd átvezet a haldoklás, a halál és az újjászületés során végbemenő tudatállapot-változásokon. A tibeti buddhista láma kommentárokat fűz a tibeti és a szanszkrit forrásszövegekhez, így ez az ezoterikus tanítás megfogható tanácsként szolgál. A dalai láma elmondása szerint a halálfélelem eltűnik, ha a gyakorló tudatos a saját halálával kapcsolatban, amely olyan belátásra tehet szert, amellyel eredményesebben aknázhatja ki a jelen élet lehetőségeit.

## Tartalma
A tibeti mondás szerint „mindenki meghal, de senki sem halott”. Ezzel a bölcselettel kezdődik a könyv. A halálkor bekövetkező tudatállapot igen hasonlatos az elalvás, az ájulás, vagy az orgazmus (William Shakespeare szerint a „kis halál”) tudatállapotához. Az egyes tudatszintek olyan részletesen kerülnek jellemzésre, hogy érezhető a tudat mélye felé való utazás. Így segít a dalai láma a halálra való felkészülésben, illetve abban, miképp éljünk hasznosabb életet, hogyan ne féljünk vagy legyünk idegesek a közelgő halál miatt, illetve hogyan érjünk el egy lehetséges üdvös újjászületést. A cél a megvilágosodás felé vezető út. A halál elfogadása és az állandótlanságon való meditáció a buddhista tanítások fontos részeit képezik. A tibeti buddhista hagyomány különösképpen tudományos szintre fejlesztette a haldoklás, a halál és az újjászületést megelőző folyamatok pontos leírását. A tibetiek számára ugyanolyan fontos a helyes halál, mint a helyes életmód. A szöveg rövidsége ellenére alapos bepillantást ad a halállal kapcsolatos buddhista tanítások természetébe és a különböző tudatállapotokba.
A halál nyolc szakasza visszatükröződik a hétköznapi életből ismert cselekedetekben is, mint az alvás, a tüsszentés vagy az orgazmus. A könyv utolsó része leírja a testben áramló energia mozgását halálkor. A mély meditáció, tantrikus jóga, csikung vagy reiki előzetes ismerete nélkül ezt viszonylag nehezebb értelmezni. Különböző természetfeletti képességről is szó esik, mint repülni képes szerzetesek, azonban a dalai láma felhívja a figyelmet, hogy a szent szövegek nem minden esetben tévedhetetlenek.

## Magyarul
- A mulandóságról. Szabadulj meg félelmeidtől, és élj jobb életet!; ford. Lovasi Gábor; Édesvíz, Bp., 2006